# Çanakkale (provincie)
Çanakkale is een provincie in Turkije. De provincie is 9887 km² groot en heeft 464.975 inwoners (2000). De hoofdstad is het gelijknamige Çanakkale.
De provincie ligt in het uiterste westen van Anatolië en omvat ook het schiereiland Gallipoli aan de overkant van de Dardanellen, gelegen in Europees-Turkije (Thracië). Ook de eilanden Gökçeada, Bozcaada en de Tavşaneilanden behoren tot de provincie.

## Bestuurlijke indeling

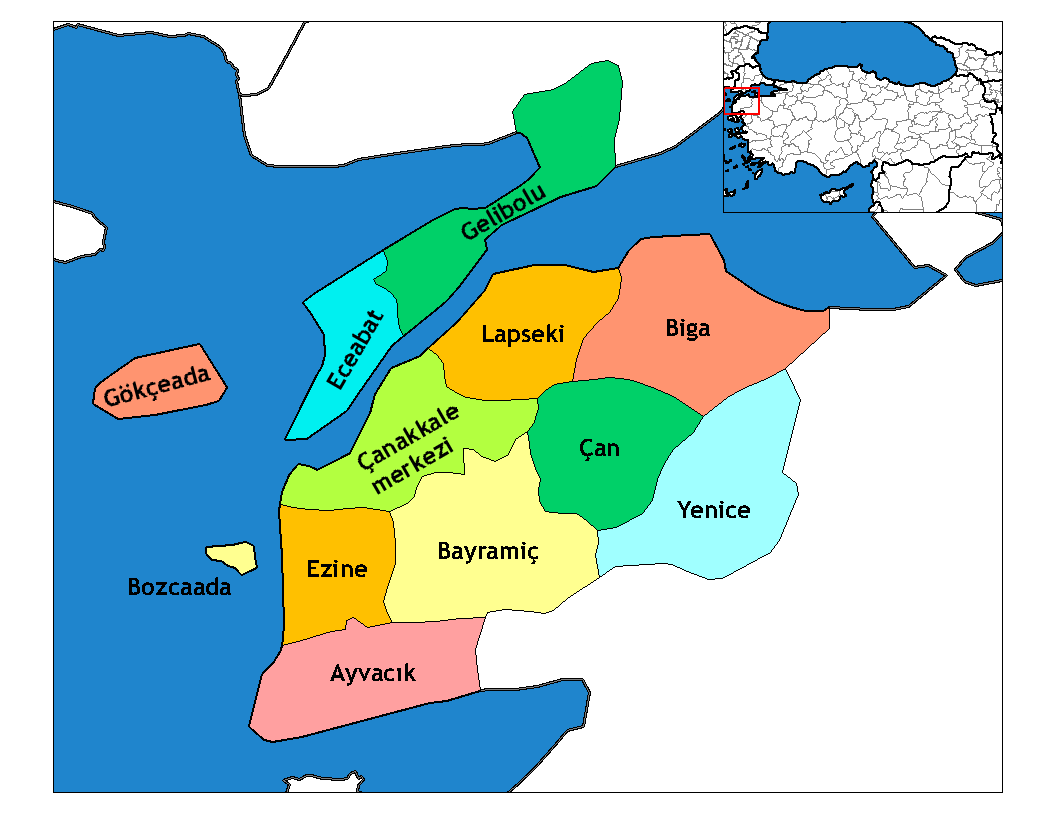
Districten van Çanakkale

### Districten
De provincie bestaat uit de volgende 12 districten:
| - Ayvacık - Bayramiç - Biga - Bozcaada | - Çan - Çanakkale - Eceabat - Ezine | - Gelibolu - Gökçeada - Lapseki - Yenice |